# No More Tears (chanson)
No More Tears est un CD single d'Ozzy Osbourne sorti à la suite de la sortie de l'album No More Tears.

## Titres

### Version 12" , 3 track, Special Edition
1. No More Tears (edit) 05:58
2. S.I.N. 04:50
3. Party With The Animals 04:17

### Version 4 track
1. No More Tears (edit) 05:58
2. S.I.N. 04:50
3. Don't Blame Me
4. Party With The Animals 04:17

### Version 7"
1. No More Tears (edit) 05:58
2. S.I.N. 04:50